# 蜃気楼島の情熱
『蜃気楼島の情熱』（しんきろうとうのじょうねつ）は、横溝正史の短編推理小説。「金田一耕助シリーズ」の一つ。

## 概要と解説
本作は1954年（昭和29年）に『オール讀物』9月号にて発表された。
本作では、『車井戸はなぜ軋る』で用いられたアリバイトリックをアレンジすることにより別の効果をもたらしている。なお、本作に登場するランチの運転手・佐川春雄の名前と彼による自転車に関する証言や、犯行動機の詳細などは、単行本化の際に書き加えられたものである。
本作は第8回日本探偵作家クラブ賞の候補作品に選出されている。

## あらすじ
夏の終わり、年に1度の静養に久保銀造の果樹園に訪れた金田一耕助は、銀造と2人で彼の友人である志賀泰三に会いに瀬戸内海に面した町の宿屋に来ていた。泰三はアメリカ帰りの資産家で、瀬戸内海の沖の小島に竜宮城のような豪邸を建てていた。泰三は帰国後、親戚の村松医院で看護婦をしていた静子を見初めて彼女と結婚し、宿屋で2人に会った彼は妻の妊娠を喜んでいた。しかし、彼にはアメリカ時代の約20年前に最初の妻・イヴォンヌを友人の樋上四郎に殺された過去がある。
泰三が村松家の次男・滋の通夜に出かけた後、夜の12時少し前になって船着場に来た金田一と銀造は、自家用のランチのそばで酒に酔ってひどく酩酊し、ランチに乗り込むや泣き出した泰三の姿にとまどう。さらに、ランチで沖の小島に向かう途中、泰三は樋上を家に住まわせていると告げる。
泰三の家で眠れぬ夜を過ごす2人は、明け方近く、泰三の号泣する声に駆けつけると、樋上と女中たちの前で泣き叫ぶ泰三の腕の中で静子が死んでいた。金田一は、樋上が「おれじゃない。おれは何もしなかった。」とつぶやくのを聞く。静子は腰巻き一つの裸体で、そののどには大きな親指の跡が2つ付いていた。さらに、枕元には義眼が転がっていた。
凶事を聞いた村松家の長男・徹は、金田一たちに通夜での出来事を話す。弟の滋が死の床で、看護婦時代の静子と恋愛関係にあって、彼女の結婚後も滋が倒れる3月頃までその関係が続いていたと告白した。その遺言と静子のお腹の中の子が滋の子かも知れないということを、村松医師が通夜の席で泰三に語ったのだと。そして徹は、その秘密を知った泰三が激情に駆られて静子を殺したのだと思うと口走る。金田一が徹に義眼について心当たりがないかと尋ねると、側に控えていた志賀家の老女中のお秋がそれは滋の右眼のものだと言う。
その後、ランチに乗って村松家を訪れた金田一が、村松一家に滋の義眼が絞め殺された静子の枕元に転がっていたことを告げると、一家全員が驚愕する。そして妻の安子は、滋のことを憎んだ泰三が通夜の間に義眼をくり抜いて、それを突きつけて静子を責めた挙句に嫉妬に狂って締め殺したに違いないと言う。
帰りのランチで腰掛けの隙間に静子の腕輪を見つけた金田一は、ふたのように開く腰掛けを開いてみると、中は箱のようになっている。そして箱の中を見つめていた金田一は銀造に、この箱の中に人間を1人押し込むことができると言い、さらにふたの裏側にくっついている長い髪の毛をつまみあげる。
沖の小島の家に戻った金田一たちは、岡山県警本部から駆けつけた磯川警部に出迎えられる。磯川警部は、犯行時刻が昨夜午後11時から午前1時ごろまでの間であることを告げる。その後、お秋と樋上に尋問した金田一は、事件の真相を磯川警部と銀造に語る。

## 登場人物
金田一耕助（きんだいち こうすけ）
私立探偵。
久保銀造（くぼ ぎんぞう）
果樹園の経営者。金田一のパトロン。
志賀泰三（しが たいぞう）
沖の小島の竜宮城のような豪邸の主。
志賀静子（しが しずこ）
泰三の妻。23、4歳。村松医院の元看護婦。妊娠中。
イヴォンヌ
泰三の最初の妻。故人。
樋上四郎（ひがみ しろう）
泰三の友人。約20年前にイヴォンヌ殺害犯として受刑する。志賀家の居候。
村松恒（むらまつ つねし）
泰三の親戚。医者。
村松安子（むらまつ やすこ）
恒の妻。50歳前後。
村松徹（むらまつ とおる）
恒の長男。
村松滋（むらまつ しげる）
恒の次男。故人。志賀静子の結婚前の恋人。右目に義眼をはめていた。
村松田鶴子（むらまつ たづこ）
恒の長女。19歳。
お秋（おあき）
志賀家の老女中。
佐川春雄（さがわ はるお）
志賀家のランチの運転手。
磯川常次郎（いそかわ つねじろう）
岡山県警の警部。

## 収録書籍
- 東京文芸社『金田一耕助探偵小説選第2期第2 堕ちたる天女』（1955年）
- 東京文芸社『金田一耕助推理全集5 迷路荘の怪人』（1959年）
- 東京文芸社『金田一耕助推理全集12 蜃気楼島の情熱』（1960年）
- 講談社『横溝正史全集8』（1970年）
- 講談社『新版横溝正史全集11』（1975年）
- 春陽文庫『堕ちたる天女』（ISBN 978-4-394-39512-6）
- 角川文庫 緑304-17『びっくり箱殺人事件』（ISBN 978-4-04-130417-4）
- 角川文庫 よ5-6 金田一耕助ファイル6『人面瘡』（ISBN 978-4-04-130497-6）
- 角川文庫 『びっくり箱殺人事件』（ISBN 978-4-04-112352-2）